# Śledztwo (powieść Stanisława Lema)
Śledztwo – powieść detektywistyczna Stanisława Lema wydana po raz pierwszy w 1959 roku przez Wydawnictwo MON.

## Fabuła
Śledztwo nie jest typową powieścią kryminalną ze zbrodnią, mordercą i rozwiązaniem na ostatnich stronach. Akcja dzieje się zimą w Anglii, gdzie porucznik Scotland Yardu Gregory musi rozwiązać zagadkę znikania zwłok z małych wiejskich kostnic. Zwłoki znikają bez śladu nocną porą. Poszukiwanie zaginionych jest bezskuteczne, motyw sprawcy pozostaje zagadką. Zaproszony przez policję do współpracy wybitny statystyk Sciss wylicza z odległości i czasu między zaginięciami oraz różnicy panujących wówczas temperatur stałą pozwalającą określić czas i miejsce kolejnego zniknięcia. Wypytywany o przyczynę zniknięć przedstawia zawiłą teorię związku między zapadalnością na raka i poruszaniem się zwłok, powodowanym przez „czynnik prawidłowości statystycznej”. Nosicielami tajemniczego zjawiska mają być znajdowane na miejscu zdarzenia martwe psy lub koty. Dodaje, że zagadka pozbawiona jest cech przestępstwa oraz, że zaginione zwłoki nie ożywają, zmiany organizmu wywołane śmiercią nie są odwracalne.
Gregory’ego wyjaśnienia te nie satysfakcjonują:

Jeżeli rozwijać tego typu hipotezy dalej, to można się dogadać w końcu do wszystkiego – że, powiedzmy, takie ingerencje „czynnika X” powtarzają się periodycznie, w sporych odstępach czasu, że ostatni spadek rakowej zapadalności nastąpił mniej więcej dwa tysiące lat temu, nie w Anglii, lecz w Azji Mniejszej, a w związku z tym i wówczas zaszedł szereg „zmartwychwstań”: Łazarz, wie pan, no i jeszcze ktoś...

Podejrzewa nawet naukowca o spowodowanie zniknięć bądź o osłanianie ową teorią prawdziwego sprawcy. Główny Inspektor Sheppard, po wysłuchaniu raportów porucznika, wyjaśnia, że Sciss ma alibi na czas jednego ze zniknięć, zaś osobowość podejrzanego raczej wyklucza, by mógł zajmować się tak niezrozumiałą działalnością. Przełożony wysuwa hipotezę opartą na wyliczonej przez Scissa stałej. Przyczyna zaginięć zwłok wyjaśniona jest tylko częściowo, lecz otwiera możliwości kontynuacji śledztwa. Końcowe rozważania Gregory’ego, wraz z wcześniejszymi dialogami zdają się sugerować, że powieść w istocie jest refleksją nad chaosem, przypadkiem, statystyką oraz ludzką potrzebą poszukiwania ładu i prawidłowości.

## Odbiór
Andrzej Stoff pisze, że powieść (podobnie jak Katar i Pamiętnik znaleziony w wannie) jest kontaminacją różnych konwencji literackich, zaliczaną czasem nawet do utworów głównego nurtu, co sprawiało że czytelnicy nie mieli pewności jaki gatunek reprezentuje. Ocenia, że choć „pozostaje w kręgu konwencji s-f” to naprawdę jest „swego rodzaju eksperymentem na świecie”, zmierzającym do ustalenia i zweryfikowania prawd na tyle ogólnych, że wykraczały poza możliwości literatury realistycznej. Twierdzi, że „przekształcenie struktury powieści kryminalnej sięga tu tak głęboko, że zmuszeni jesteśmy szukać sensów innych, nie mieszczących się w konwencji”. Oceniając treść utworu pisze, że pokazuje ona, że rzeczywistość „kryje podteksty trudne do zaakceptowania przez racjonalistę”, a utwór można odczytywać jako „refleksję o drogach ludzkiego poznania”, o zetknięciu umysłu ludzkiego z czymś, co „przekracza jego możliwości rozumienia”. Dodaje, że szczególnego kolorytu powieści dodaje z jednej strony specyficzna angielska staroświeckość, zaś z drugiej nagromadzenie wokół postaci Gregory’ego atmosfery niezwykłości, fantastyczności, zupełnie nieprzystającej do utworu fantastycznonaukowego. Krytyk podsumowuje, że powieść pozostawia po lekturze wrażenie niedosytu, że brakuje jej wewnętrznej spójności i nie ma „wystarczającej siły iluzjotwórczej”.
Stoff pisze również, że poglądy wygłaszane przez jednego z bohaterów, doktora Scissa, są atakiem na racjonalizm współczesnych autorowi postaw poznawczych, co pozwala przypuszczać, że być może autor wyraził jego ustami swoje poglądy.
Antoni Smuszkiewicz ocenia, że powieść jest „oryginalnie postawioną zagadką typu fantastycznonaukowego”, a dzięki niej w polskiej fantastyce naukowej po raz pierwszy pojawił się „motyw zwątpienia w możliwości nauki, który od tej pory będzie przewijał się przez liczne teksty Lema”.
Maciej Płaza pisze, że Śledztwo jest pierwszym dojrzałym dłuższym utworem prozatorskim w twórczości Lema. Jest także przełomowe w twórczości pisarza, gdyż, wraz z Edenem, stanowi cezurę między początkowym okresem a twórczością dojrzałą. Ujawnia się to przede wszystkim w pozbyciu się „bagażu politycznego”. Krytyk określa powieść mianem utworu przewrotnego, który do dziś prowokuje do „niekoniecznie zgodnych odczytań”. Ocenia, że strategia powieści polega na „konsekwentnym zderzaniu ze sobą przeciwstawnych schematów fabularnych i motywacyjnych układów odniesienia: racjonalno-detektywistycznego i metafizycznego”. Naukowiec uważa, że przełamanie struktury powieści detektywistycznej posłużyło Lemowi za „demonstrację filozoficznych konsekwencji dwudziestowiecznych rewolucji dokonanych przez nauki empiryczne w powszechnie przyjętym obrazie świata”. Formalnie, jego zdaniem, utwór ma schemat raczej opowiadania niż powieści, o czym świadczą „jednowątkowość i linearność fabuł” oraz ich algorytmizacja. Naukowiec pisze, że Lem stylizuje utwór na „tradycyjną, wiktoriańską angielska powieść detektywistyczną” (przytacza tu nazwiska Edgara Allana Poe, M.R. Jamesa i Sheridana Le Fanu), choć myli się w przedstawianiu angielskich realiów, co jednak może świadczyć „tyle o ich nieznajomości, ile o pretekstowym charakterze rzeczywistości przedstawionej”. Nie zgadza się też, na nazywanie o dziesięć lat późniejszego Kataru „drugą, ulepszoną wersją” Śledztwa.
Sam autor w rozmowie ze Stanisławem Beresiem ocenił, że powieść została „przyzwoicie” napisana i „stwarza spore napięcie”, bo zakończenie jest „złamaniem wzorca gatunkowego”, gdyż „dorobiona jest tam relatywizująca filozofijka pokazująca, że mogło być tak, ale mogło też być inaczej”. Pomysł na pisanie powieści quasi-kryminalnych Lem tłumaczy „maniakalnym stosunkiem do tego, co potrafi zdziałać przypadek”.
Powieść (W związku z wydaniem zbioru Śledztwo. Katar) zrecenzował Leszek Bugajski dla "Fantastyki" (3/83, s. 50-51).

## Ekranizacje
- 1973: Śledztwo – film polski, reż. Marek Piestrak; w rolach głównych: Tadeusz Borowski (Gregory, inspektor Scotland Yardu), Edmund Fetting (Sheppard, starszy inspektor Scotland Yardu), Jerzy Przybylski (Sciss)[18],
- 1997: Śledztwo – spektakl Teatru Telewizji, reż. Waldemar Krzystek; w rolach głównych: Mariusz Bonaszewski (porucznik Gregory), Jerzy Grałek (inspektor Sheppard), Mariusz Benoit (doktor Sciss)[19].